# Devítiskalská vrchovina
Devítiskalská vrchovina je krajinná oblast (horopisná jednotka) a geomorfologický okrsek o rozloze 110,00 km2 v severozápadní části Žďárských vrchů, součást Hornosvratecké vrchoviny v regionálním členění georeliéfu (tvaru zemského povrchu) Česka. Leží z hlediska administrativně správního většinou rozlohy v okrese Žďár nad Sázavou a okrajem na katastrálním území městyse Krucemburk v okrese Havlíčkův Brod náležejících do Kraje Vysočina, severní okrajovou částí na katastrálních územích Košinov, Vortová, Lhoty v okrese Chrudim náležejícím do Pardubického kraje.
Krajinná oblast má nepravidelný tvar, nejdelší vzdálenost ve směru sever – jih činí přibližně 15 km na linii Lhoty – Lhotka u Žďáru nad Sázavou a ve směru východ – západ zhruba 12 km mezi sídelní lokalitou Blatiny a obcí Karlov.
Typem georeliéfu členitá vrchovina v nadmořských výškách přibližně 614–836 m, tvořená zejména horninami svrateckého krystalinika (migmatit, ortorula, dvojslídný svor, v menší míře kvarcit), v malých lokalitách biotitická rula a také pararula metamorfní jednotky v moldanubiku (paleozoikum až proterozoikum). Horniny modelují terén do úzkých hřbetů, ve vrcholové části se skalními útvary vzniklými ve čtvrtohorách, tvoří je skalní systémy, na úpatí kryoplanační terasy, na více místech také balvanitá a suťová kamenná pole.
Horopisem (orografie) stoupá nadmořská výška na katastrálních územích Herálec, Svratka, Křižánky od řeky Svratky do centrální části s vrcholy Žákova hora (810 m), Devět skal (836 m), Malinská skála (813 m) v částech obcí Cikháj, Moravské Křižánky a Blatiny. Nejníže je situovaná hladina řeky Svratky přibližně v nadmořské výšce 614 m u lesní lokality „Nad lesem" na území města Svratky.
Nejvyšších nadmořských výšek dosahuje vrchovina na několika úzkých hřbetech, na severozápad od silnice II/350 (úsek Herálec – Cikháj – Světnov) s nejvyššími vrcholy Šindelný vrch (806 m), Kamenný vrch (803 m), Tisůvka (800 m), Kašovka (724 m), Otrok (717 m), Suchý kopec (684 m), v centrální části s vrcholy Křivý javor (823 m), Žákova hora (810 m), Břímovka (790 m), Český kopeček (764 m) a na severovýchod od silnice Herálec – Kadov s vrcholy Devět skal (836 m), Křovina (830 m), Suchý kopec (nejvyšší místo terénu 817 m), Lisovská skála (802 m), Malinská skála (813 m), U žida (777 m), Na Hřebeni (741 m), Na Čermačkách (722 m), U osla (709 m).
Nejvyšší bod krajinné oblasti vymezené územím geomorfologického okrsku leží na vrcholu se zeměpisným jménem Devět skal (836 m n. m.) na katastrálním území obce Křižánky v okrese Žďár nad Sázavou náležejícím do Kraje Vysočina.

## Geografie
V geografii Česka je krajinná oblast s výškovou členitostí vrchoviny situována v nadmořských výškách přibližně v rozsahu 614 až 836 m, typické jsou skupiny izolovaných skal a skalních hradeb na mnoha místech úzkých hřbetů oddělených hlubokými a širokými údolími tzv. žďárského typu georeliéfu.
Krajinnou oblastí prochází hlavní evropské rozvodí Labe – Dunaj, rozvodnice spojuje od Herálce výškové body s názvy Otrok (717 m), Šindelný vrch (806 m), Tisůvka (800 m), Prostřední kopec (773 m), Hudecká skalka (779 m) a dále trigonometrické body s názvy U horního lesa (779 m, Tři Studně), Na kopci (781 m, Sklené) a V Bratroňovicích (775 m, Lhotka u Žďáru nad Sázavou).
Krajinnou oblast lze přibližně vymezit obcemi (místy) po jejím obvodu (bez územních výstupků) od nejsevernějšího bodu: Lhoty (lesní lokalita Mýto) – Herálec (rybník Šantrůček – Kocanda – Brušovec – Březový vrch) – Svratka (koryto řeky Svratky po lokalitu Nad lesem – lesní lokalita „U nebožtíka“) – Křižánky (lesní lokalita U holuba) – Blatiny (Drátenická skála, též Drátník 776 m) – Krátká (severní okraj katastru) – Kadov (Kadovský les, potok Rybníček) – Fryšava pod Žákovou horou – Vlachovice – Lhotka u Žďáru nad Sázavou (lokality Horačky – Kříby 661 m) – Počítky (potok Pernička – lokalita Klusač) – Světnov (Lemperský potok – rybník Pstružák) – Škrdlovice – Karlov – Vojnův Městec (Městecký potok – Suchý kopec 684 m) – Vortová (lesní lokalita Na Kozinci, Vortovský potok) a opět Lhoty.

### Původ názvu
Zeměpisné jméno (oronymum) je odvozeno od názvu skalního systému typu malého skalního města s devíti skalními hradbami přírodní památky tvořené třemi hřebeny se skalními věžemi a věžičkami a stejnojmenného nejvyššího vrcholu Devět skal (836,1 m n. m.), skalní útvary, kamenné proudy a balvanovité sutě porostlé lišejníky a mechorosty jsou typické pro více vrcholových lokalit v krajinné oblasti – Devítiskalské vrchovině.

### Geomorfologie a přírodní poměry
Geomorfologie řadí Devítiskalskou vrchovinu mezi geomorfologické okrsky v rámci regionálního členění georeliéfu provedeného systémově pro celé území Česka. Řádově nejnižší geomorfologická jednotka se dále nedělí, charakterizuje ji obecně typ georeliéfu se stejným původem povrchových tvarů a s podobnou výškovou polohou. V seznamu geomorfologických jednotek České republiky je označena pětimístným indexem IIC-4A-3.
Tvoří skladebnou část geomorfologického podcelku s názvem Žďárské vrchy (index IIC-4A) spolu s dalšími třemi geomorfologickými okrsky: Borovský les (index IIC-4A-1), Pohledeckoskalská vrchovina (index IIC-4A-2) a Milovská kotlina (index IIC-4A-4). V rámci Žďárských vrchů horopisně nejvyšší okrsek z velké části zalesněný sousedí na východě v krátkém úseku s okrskem Borovský les (v katastru Svratka), v delším s Milovskou kotlinou (Moravské Křižánky – Blatiny) a na jihovýchodě s Pohledeckoskalskou vrchovinou (Blatiny – Fryšava pod Žákovou horou – Lhotka u Žďáru nad Sázavou), plochou největším okrskem.
Z hlediska historie geomorfologického vývoje georeliéfu (tvaru zemského povrchu) náleží Devítiskalská vrchovina do geomorfologického celku Hornosvratecká vrchovina (index IIC-4). V rámci Hornosvratecké vrchoviny je okrajovým okrskem, tvoří rozhraní s geomorfologickými celky:
- Křižanovská vrchovina (index IIC-5); v úseku Lotka u Žďáru nad Sázavou – Počítky rozhraní s Novoměstskou pahorkatinou (index IIC-5A-6) a v úseku Světnov – Škrdlovice v rozhraní se Světnovskou sníženinou (index IIC-5A-5) geomorfologického podcelku Bítešská vrchovina (index IIC-5A).
- Hornosázavská pahorkatina (index IIC-2); v úseku Škrdlovice – Vojnův Městec rozhraní s Dářskou brázdou (index IIC-2C-3) geomorfologického podcelku Havlíčkobrodská pahorkatina (index IIC-2C).
- Železné hory (index IIC-3); v úseku Vojnův Městec – Vortová – Herálec – Svratka rozhraní s Kameničskou vrchovinou (index IIC-3B-1) geomorfologického podcelku Sečská vrchovina (index IIC-3B).

Převážně zalesněnou oblast tvoří porosty smrku s příměsí buku, jedle, modřínu a javoru klenu a také olše. Okraje lesních lokalit tvoří louky a pastviny, oblast náleží do jedlobukového vegetačního stupně. Jedinečný je zbytek pralesní lokality květnatých a acidofilních bučin ve smrkobukovém lesním vegetačním stupni v oblasti národní přírodní rezervace Žákova hora. Pralesovitý porost prezentuje původní lesní společenstvo v nadmořských výškách 726 až 810 m, na svazích zvětralin se objevují kyčelnice cibulkonosná a devítilistá, svízel vonný, dymnivka dutá, vranní oko čtyřlisté aj., území patří mezi evropsky významné lokality.

### Geologie
Geologické podloží tvoří především horniny svrateckého krystalinika, migmatit a ortorula (dvojslídný migmatit až ortorula), dvojslídný svor, rula (biotitická rula drobně zrnitá), kvarcit, amfibolit, v místech vodních toků a nádrží hlína, písek, štěrk nivního sedimentu kvartéru.

### Vodstvo
Lesní lokality jsou významnými prameništi mnoha vodních toků, nejvýznamnější jsou zdrojnice pod Žákovou horou patřící řece Svratce náležející do povodí Moravy a evropské řeky Dunaj v úmoří Černého moře a také pramen Stružného potoka mezi Šindelným a Kamenným vrchem, považovaný také za pramen řeky Sázavy náležející do povodí Vltavy a evropské řeky Labe v úmoří Severního moře.
Nejrozsáhlejší území odvodňuje řeka Svratka, pramení zde např. potoky Brušovecký, Břímovka, Černý, Fryšávka, Holcovský, Kyšperský, Studený, malou část na jihozápadě řeka Sázava s potoky Stružný a Stržský, na severozápadě Chrudimka (Vortovský potok) a Doubrava (Městecký potok).
Malou část území dělí do povodí tří řek svahy Kamenného vrchu (803 m). Severozápad až jihovýchod od vrcholu náleží do povodí Chrudimky, pramení zde Valčice (nejdelší zdrojnice v katastru Vojnův Městec) a Vortovský potok v katastru Herálec, v rozsáhlém prameništi s několika zdrojnicemi. Pod Kamenným vrchem na jihojihovýchod v katastru Cikháj pramení Sázava (Stružný potok), západně od Kamenného vrchu leží v katastru Vojnův Městec pramen Městeckého potoka a také bezejmenné vodoteče s pramenem radioaktivní minerální vody (měření v roce 2006, aktivita 222Rn okolo 3400 Bq/l, pramen s názvem Judita) v povodí řeky Doubravy.

### Výškové body

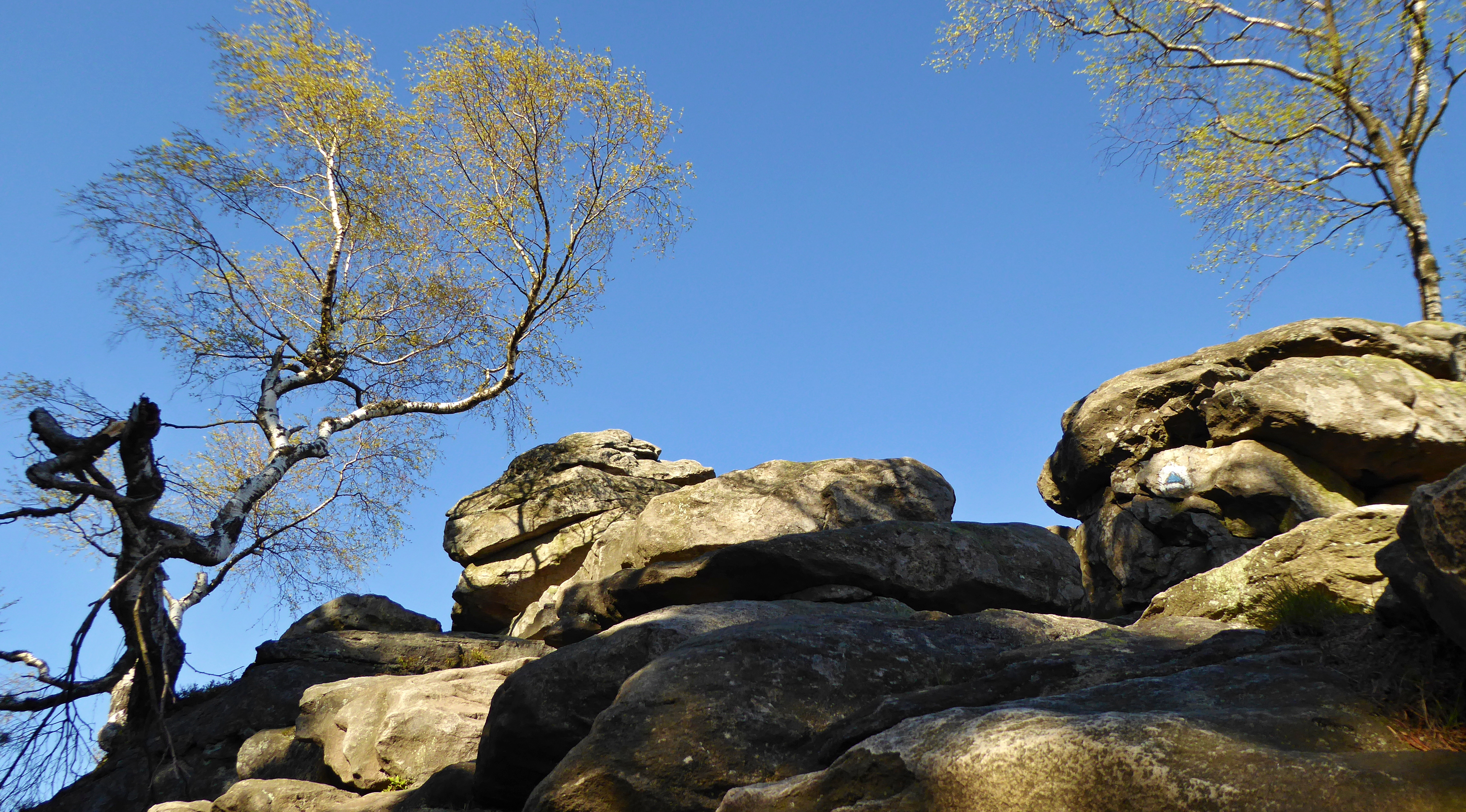
Skalnatý vrchol se zeměpisným názvem Devět skal a nadmořskou výškou 836,1 m je nejvyšším bodem Devítiskalské vrchoviny a turisticky dostupnou vyhlídkou

Výškové body s nadmořskou výškou a lokalizací v katastrech obcí nebo jejich částí prezentuje základní mapa České republiky, nivelaci trigonometrických bodů České státní trigonometrické sítě uvádí Zeměměřický úřad České republiky:
- Lhotecký kopec 675 m (rozhraní katastrů Herálec a Vortová)
- Suchý kopec 684 m (Vojnův Městec)
- V krku 700 m (Svratka), trigonometrický bod v lokalitě Hůry
- Vortovský vrch 704 m (rozhraní katastrů Herálec a Vortová)
- U osla 709 m (Svratka)
- Lhotka 770 m (Počítky)
- Mýto 712 m (Lhoty)
- Za Kouty 713 m (Vojnův Městec)
- Hřeben 714 m – vrstevnicová mapa, název lokality bez nivelace (Herálec)
- Otrok 717 m (Herálec)
- Za Lištinou 720 m (rozhraní katastrů Cikháj a Škrdlovice)
- Na Čermačkách 722 m (Herálec)
- Kašovka 724 m (Cikháj)
- Na Hřebeni 741 m (Herálec)
- Drátenická skála, též Drátník 776 m (Blatiny), přírodní památka Drátenická skála, významný bod
- U žida 777 m (Herálec)
- Brožova skalka 787 m (rozhraní katastrů Sklené u Žďáru nad Sázavou a Tři Studně), přírodní památka Brožova skalka, významný bod
- Na hřebenu 788 m (Cikháj), trigonometrický bod
- Břímovka 790 m (Fryšava pod Žákovou horou)
- Hudecká skalka 799 m (Sklené u Žďáru nad Sázavou), významný bod
- Tisůvka 800 m (Cikháj), přírodní památka Tisůvka, významný bod
- Lisovská skála 802 m (Samotín), přírodní památka Lisovská skála, významný bod
- Fryšavský kopec 803 m – místní název vrchu (Cikháj)
- Kamenný vrch 803 m (Herálec), významný bod
- Šindelný vrch 806 m (Cikháj), významný bod
- Žákova hora 810 m (Cikháj), národní přírodní rezervace Žákova hora, významný bod
- Malinská skála 813 m (Blatiny), přírodní památka Malinská skála, významný bod
- Suchý kopec 815 m – nivelace trigonometrického bodu „U kuchyně" (Blatiny)
- Křivý javor 823 m (Fryšava pod Žákovou horou), významný bod
- Křovina 830 m (Samotín)
- Devět skal 836 m (Křižánky), přírodní památka Devět skal, nejvyšší bod Devítiskalské vrchoviny a současně Žďárských vrchů

## Ochrana přírody a krajiny
Celou plochou součástí Chráněné krajinné oblasti Žďárské vrchy, na více lokalitách zvláště chráněným územím maloplošného charakteru s národní přírodní rezervací Žákova hora, přírodní rezervací Olšina u Skleného a přírodními památkami Bílá skála, Brožova skála, Černá skála, Devět skal, Drátenická skála (část s nejvyšším vrcholem), Lisovská skála, Malinská skála, Sklenské louky, Suché kopce, Světnovské údolí a Tisůvka.
Pramení zde více vodních toků, nejvýznamnější řeka Svratka s rozsáhlým prameništěm a zdrojnicí „Stříbrná studánka“ na svahu Žákovy hory (pamětní kámen). Na místě slavnostně vyhlášena Chráněná krajinná oblast Žďárské vrchy dne 27. června 1970 armádním generálem Ludvíkem Svobodou, tehdejším prezidentem Československa.